# Сен-Мелани
Сен-Мелани́ (фр. Saint-Mélany, окс. Sant Mélany) — коммуна во Франции, находится в регионе Рона — Альпы. Департамент коммуны — Ардеш. Входит в состав кантона Вальгорж. Округ коммуны — Ларжантьер.
Код INSEE коммуны — 07275.

## Население
Население коммуны на 2008 год составляло 126 человек.
| 1962 | 1968 | 1975 | 1982 | 1990 | 1999 | 2008 |
| ---- | ---- | ---- | ---- | ---- | ---- | ---- |
| 27   | 78   | 70   | 96   | 98   | 119  | 126  |

## Экономика
В 2007 году среди 84 человек в трудоспособном возрасте (15—64 лет) 53 были экономически активными, 31 — неактивными (показатель активности — 63,1 %, в 1999 году было 57,9 %). Из 53 активных работали 49 человек (27 мужчин и 22 женщины), безработными были 4 мужчин. Среди 31 неактивных 6 человек были учениками или студентами, 11 — пенсионерами, 14 были неактивными по другим причинам.